# Juan Caramuel y Lobkowitz
Juan Caramuel y Lobkowitz (ur. 23 maja 1606 w Madrycie, zm. 8 września 1682 w Vigevano) – hiszpański duchowny, poliglota i polihistor: teolog probabilista, pisarz i matematyk. Biskup Vigevano w latach 1673–1682, cysters.

## Życiorys
Był dzieckiem rozwiniętym ponad swój wiek; wcześnie zaczął się zajmować poważnymi problemami matematycznymi: w dziesiątym roku życia opublikował nawet tablice astronomiczne. Otrzymawszy powierzchowne wykształcenie w kolegium, gdzie dzięki swoim wybitnym zdolnościom osiągał szybkie postępy, zwrócił swoje zainteresowania ku językom orientalnym, zwłaszcza chińskiemu. Przyjęto go do zakonu cystersów w klasztorze La Espina w diecezji Palencia; po święceniach zaczęła się jego niezwykle urozmaicona i błyskotliwa kariera.
Gdy przebywał w klasztorze w Dunes we Flandrii, na jego kazania zwrócił uwagę kardynał infant Ferdynand Habsburg, gubernator Niderlandów, i w 1638 przyznano mu tytuł doktora teologii na uniwersytecie w Leuven. Kiedy musiał opuścić Palatynat, król Filip IV wysłał go jako posła na dwór cesarza Ferdynanda III. Był kolejno opatem Melrose w Szkocji, prowincjałem benedyktynów w Wiedniu i wikariuszem biskupim przy arcybiskupie Pragi.
W 1648, gdy Szwedzi oblegali Pragę, uzbroił oddział duchownych i dowodził nim podczas obrony miasta. Za odwagę otrzymał od cesarza złoty łańcuch. Wkrótce potem został biskupem Königratz, potem arcybiskupem Otranto, a umierając był biskupem Vigevano.
Jego książki są jeszcze liczniejsze od tytułów i rozmaitych osiągnięć. Według Jeana-Noëla Paquot opublikował nie mniej niż 262 dzieła o gramatyce, poezji, retoryce, matematyce, astronomii, architekturze, fizyce, polityce, prawie kanonicznym, logice, metafizyce, teologii i ascetyzmie. Ale niewiele z jego dzieł miało trwałą wartość. Uwielbiał bronić nowatorskich teorii, a w Theologia moralis ad prima atque clarissima principia reducta (Leuven, 1643) próbował rozwiązywać problemy teologiczne za pomocą reguł matematycznych. Przypisywane mu pobłażliwe poglądy moralne skrytykował Pascal w Prowincjałkach, a Alfons Liguori przyznał mu za nie tytuł księcia laksystów. Z taką oceną polemizuje współczesna teolożka Julia Fleming.
Jego prace matematyczne skupiały się na kombinatoryce; był też jednym z pionierów rachunku prawdopodobieństwa, przedrukowując z pomocnymi wyjaśnieniami pracę Christiaana Huygensa o grze w kości.
Znał 24 języki.
Zdaniem prof. Tatarkiewicza Caramuel był postacią równie malowniczą jak Leibniz.

## Dzieła drukiem
- Philippus Prudens, Antwerp, 1639.

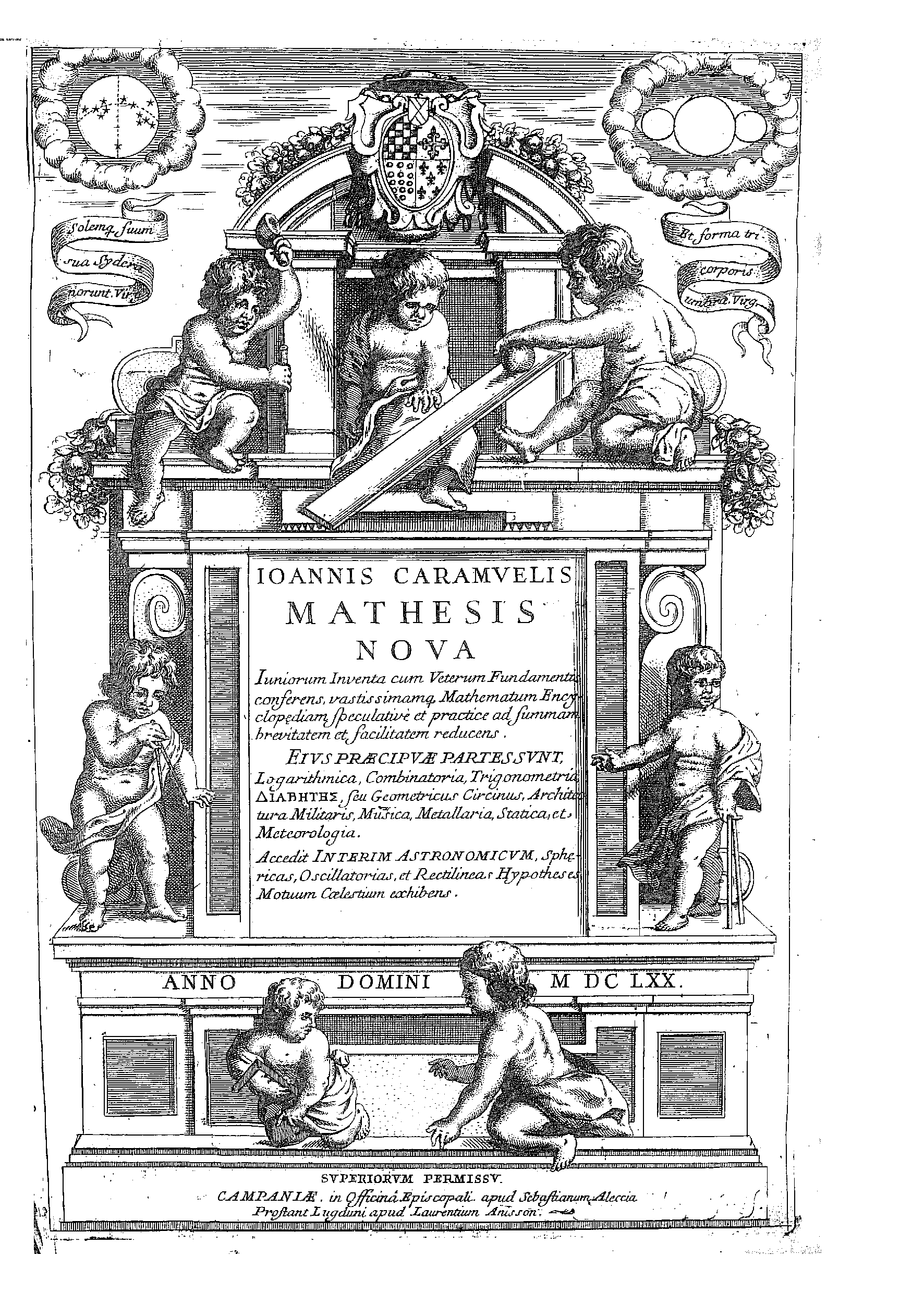
Mathesis nova, 1670

- Respuesta al Manifiesto del Reyno de Portugal, Antwerp, 1641.
- Rationalis et realis philosophia, Louvain, 1642.
- Theologia moralis fundamentalis, praeterintentionalis, decalogica, sacramentalis, canonica, regularis, civilis, militaris, Frankfurt, 1652-1653.
- Theologia rationalis Frankfurt, 1654-1655.
- Theologia moralis fundamentalis, editio secunda, Rome, 1656.
- Primus calamus ob oculos ponens metametricam, quae variis currentium, recurrentium, adscendentium, descendentium, nec-non circumvolantium versuum ductibus, aut aeri incisos, aut buxo insculptos, aut plumbo infusos, multiformes labyrinthos exponat, Rome, 1663.
- Mathesis biceps, vetus et nova, Campagna – Lyons, 1670.
- Architectura civil recta y obliqua, Vigevano, 1678.